# Léon-Mercier Gouin
Léon-Mercier Gouin, né le 24 décembre 1891 à Montréal et mort le 16 octobre 1983 dans la même ville, est un juriste, un professeur et un homme politique canadien.

## Biographie
Son père est Lomer Gouin, premier ministre du Québec. Frère du libéral Paul Gouin, il étudie au collège Loyola et au collège Sainte-Marie de Montréal et épouse la comédienne Yvette Ollivier en 1917.
Après des études à l'Université d'Oxford et à l'Université Queen's, il reçoit sa licence en droit en 1915, puis participe à la fondation des HEC Montréal avec Jean Désy, Victor Doré et Édouard Montpetit. 
Reçu docteur en droit en 1920, il enseigne jusqu'en 1927, puis renonce à son poste avant de passer à l'Université d'Ottawa. À l'époque, il joue un rôle intellectuel de premier plan. 
Nommé vice-doyen de la faculté de droit de l'Université de Montréal en 1949, il a par ailleurs occupé la division de Salaberry comme sénateur pendant 36 ans, de 1940 à 1976. Membre du barreau du Québec, il est nommé professeur émérite à l'Université de Montréal en 1965. 
Il meurt en 1983 à l'âge de 91 ans, deux mois avant son 92e anniversaire.
Le fonds d'archives de la famille Mercier-Gouin est conservé au centre d'archives de Montréal de Bibliothèque et Archives nationales du Québec.

## Ouvrages et revues
- World Copyright, 1938
- L'Actualité économique, 1939
- Deux aspects d'Honoré Mercier, 1940
- Le Catholique devant la guerre : textes des treize causeries, 1943
- Revue trimestrielle
- L'Action nationale

## Honneurs
- Commandant du Très vénérable ordre de Saint-Jean
- Membre de la Société royale du Canada
- Membre de la société historique du Canada
- Prix Thorlet